# Mia Pohánková
Mia Pohánková (* 21. Oktober 2008) 1 ist eine slowakische Tennisspielerin.

## Karriere
Pohánková begann mit vier Jahren das Tennisspielen in Levice und wechselte im Alter von elf zum Verein Empire Trnava. Sie spielt aktuell (Stand 2024) vor allem auf der ITF Junior Tour und mit Wildcard einzelne Turniere der ITF Women’s World Tennis Tour, wo sie einen Titel gewinnen konnte.
Im Juli 2023 trat sie beim Europäischen Olympischen Sommer-Jugendfestival im Einzel und Doppel an. Im Einzel verlor sie bereits in der ersten Runde, im Doppel gewann sie an der Seite ihrer Partnerin Sona Depesova den Titel. Bei den mit 60.000 US-Dollar dotierten J&T Banka Slovak Open 2023 debütierte sie auf der ITF Women’s World Tennis Tour. Sie erhielt sowohl für die Qualifikation des Einzelturniers als auch gemeinsam mit Nikola Daubnerová für das Hauptfeld des Doppelturniers eine Wildcard. Über die Qualifikation erreichte sie das Hauptfeld des Einzelturniers und schlug dort in der ersten Runde Aneta Laboutková mit 6:2 und 6:3, in der zweiten Runde Stephanie Wagner mit 6:3, 5:7 und 6:4, ehe sie im Viertelfinale gegen Ella Seidel mit 6:4, 2:6 und 3:6 verlor. Im Doppelturnier erreichte sie mit ihrer slowakischen Partnerin das Halbfinale, wo sie einem tschechischen Duo unterlagen.
Nachdem sie im darauffolgenden Jahr für ein ITF Trnava der Kategorie W15 eine Wildcard für das Hauptfeld erhalten und das Viertelfinale erreicht hatte, erhielt sie auch für die eine Woche später stattfindenden J&T Banka Slovak Open 2024 eine Wildcard für das Hauptfeld. Sie schaffte es dort sich bis in das Finale zu spielen, wo sie auf ihre Landsfrau Renáta Jamrichová traf. Sie verlor zwar den ersten Satz mit 2:6, konnte aber die folgenden Sätze mit 6:4 und 6:2 gewinnen und sicherte sich so im Alter von 15 Jahren ihren ersten Titel auf der ITF Women’s World Tennis Tour.
Pohánková ist Teil der slowakischen U14-Nationalmannschaft.

## Turniersiege
| Nr. | Datum            | Turnier    | Kategorie | Belag              | Finalgegnerin     | Ergebnis      |
| --- | ---------------- | ---------- | --------- | ------------------ | ----------------- | ------------- |
| 1.  | 13. Oktober 2024 | Bratislava | ITF W75   | Hartplatz (indoor) | Renáta Jamrichová | 2:6, 6:4, 6:2 |

## Abschneiden bei Grand-Slam-Turnieren

### Juniorinneneinzel
| Turnier         | 2024 | 2025 | Karriere |
| --------------- | ---- | ---- | -------- |
| Australian Open | —    | HF   | HF       |
| French Open     | AF   | AF   | AF       |
| Wimbledon       | 2    | S    | S        |
| US Open         | 2    |      | 2        |

Zeichenerklärung: S = Turniersieg; F, HF, VF, AF = Einzug ins Finale / Halbfinale / Viertelfinale / Achtelfinale; 1, 2, 3 = Ausscheiden in der 1. / 2. / 3. Hauptrunde; nicht ausgetragen

### Juniorinnendoppel
| Turnier         | 2024 | 2025 | Karriere |
| --------------- | ---- | ---- | -------- |
| Australian Open | —    | AF   | AF       |
| French Open     | AF   | HF   | HF       |
| Wimbledon       | 1    | AF   | AF       |
| US Open         | 1    |      | 1        |

## Erfolge
Bisherige Erfolge als Juniorin:
- 2. Platz bei der U14-Europameisterschaft
- 3. Platz in der U14-Rangliste von Tennis Europe
- 2. Platz bei der Europameisterschaft der U14-Mannschaften
- 4. Platz bei der U14-Mannschaftsweltmeisterschaft
- 3. Platz Masters Monte Carlo U14
- 2. Platz Slowakische U14-Meisterschaft
- 2. Platz Slowakische U16-Meisterschaft
- 2. Platz bei der U16-Europameisterschaft[4]